# Schofield (Wisconsin)
Schofield es una ciudad ubicada en el condado de Marathon en el estado estadounidense de Wisconsin. En el Censo de 2010 tenía una población de 2.169 habitantes y una densidad poblacional de 296,13 personas por km².

## Geografía
Schofield se encuentra ubicada en las coordenadas 44°55′6″N 89°36′53″O / 44.91833, -89.61472. Según la Oficina del Censo de los Estados Unidos, Schofield tiene una superficie total de 7.32 km², de la cual 4.55 km² corresponden a tierra firme y (37.87%) 2.77 km² es agua.

## Demografía
Según el censo de 2010, había 2.169 personas residiendo en Schofield. La densidad de población era de 296,13 hab./km². De los 2.169 habitantes, Schofield estaba compuesto por el 90.09% blancos, el 1.15% eran afroamericanos, el 0.78% eran amerindios, el 5.53% eran asiáticos, el 0.05% eran isleños del Pacífico, el 0.23% eran de otras razas y el 2.17% pertenecían a dos o más razas. Del total de la población el 1.8% eran hispanos o latinos de cualquier raza.